# Lo spirito oscuro di Shannara
Lo spirito oscuro di Shannara è la prima graphic novel di Terry Brooks, creata con la collaborazione di Edwin David (illustratore) e Robert Place Napton (adattatore). La storia è ambientata alcuni anni dopo i fatti narrati ne La Canzone di Shannara che è il terzo libro del ciclo di Shannara.

## Trama
Il racconto inizia con un sogno ricorrente di Jair Ohmsford che rivive il momento in cui per la prima volta, grazie alla Canzone, è diventato il Maestro d'Armi Garet Jax (questo episodio viene narrato nel racconto breve Indomito, 2003, pubblicato in Italia nella raccolta "Una piccola magia", 2023).
Al suo risveglio si dirige a Leah, dove sua sorella Brin gli chiederà di rinunciare all'uso della Canzone magica per non rischiare di perdere sé stesso nella forma che la magia gli permette di ottenere.
Dopo aver lasciato Leah si dirige verso Valle d'Ombra, ma lungo la strada riceve la visita dello spirito di Allanon che lo avverte del rapimento dell'ex druido Cogline e della nipote Kimber Boh da parte dei Mwellret, dietro ordine della Strega di Croton. Quest'ultima intende ottenere da Cogline le informazioni necessarie a riportare nel mondo la fortezza di Paranor, per poter ottenere i segreti e il potere dei Druidi in essa contenuti.
Jair accetta di salvare i vecchi amici e si reca a cercare Slanter con cui si mette in viaggio e raggiunge la casa di Kimber e Cogline alla Pietra del Focolare. Qui incontrano Baffo, che li conduce in una caverna dove Kimber è rimasta intrappolata con una gamba rotta, dopo essere riuscita a fuggire dai suoi rapitori. La ragazza racconta delle torture subite da Cogline che ha dovuto cedere, rivelando la posizione di Paranor alla Strega di Croton.
Lasciata Kimber alla Pietra del Focolare, Jair e Slanter si mettono sulle tracce dei Mwellret. Lungo la strada vengono attaccati da un Koden, che costringerà Jair a tradire la promessa fatta alla sorella e ad usare la canzone diventando nuovamente Garet Jax.
Quando finalmente i due compagni raggiungono Cogline e i suoi rapitori, non riescono ad agire con sufficiente velocità da impedire che Paranor venga richiamata.
Di nuovo Jair deve prendere le sembianze di Garet Jax, grazie a cui sconfigge i Mwellret e combatte la Strega di Croton. La presenza malvagia della Strega, però, attiva l'ultima difesa di Paranor grazie alla quale lei viene distrutta mentre Jair fugge con Cogline e riesce a salvarsi, seguito da Slanter. La fortezza intanto sparisce nuovamente.
Riportato a casa Cogline, Jair rifiuta la proposta di Kimber di rimanere con lei e riprende la propria strada con Slanter.

## Appendici
Al racconto seguono diverse pagine di appendice nelle quali viene raccontato come questo progetto ha preso forma e si è evoluto, grazie alla collaborazione e al lavoro dei tre autori.
Di seguito sono pubblicati diversi schizzi dei personaggi nelle varie fasi di lavorazione, per finire con l'utilizzo di inchiostri e mezzetinte per completare i disegni.